# Jeanne Boulet
Jeanne Boulet (Saint-Étienne-de-Lugdarès, 7 de octubre de 1750 - Saint-Étienne-de-Lugdarès, 30 de junio de 1764) fue una joven pastora francesa conocida por ser la primera víctima mortal de la bestia de Gévaudan a los 14 años de edad.
Existen dos canciones contemporáneas dedicadas a ella y su trágica muerte.

## Fallecimiento
Jeanne Boulet fue la primera víctima oficial de la bestia de Gévaudan, cuando a la edad de 14 años fue atacada, degollada y su cuerpo parcialmente devorado por algún tipo de animal mientras cuidaba sus ovejas el 30 de junio de 1764, en las afueras del pueblo de Hubacs (cerca de Langogne), en la parroquia de Saint-Étienne-de-Lugdarès en Vivarais.

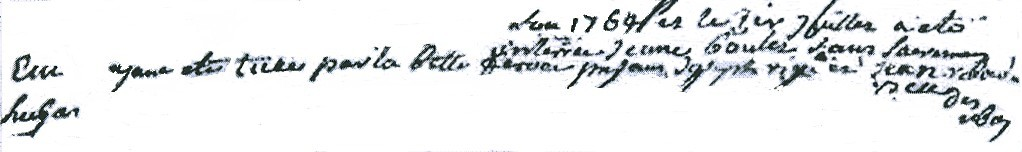
«El primero de julio de 1764, fue enterrada Jeane Boulet, sin sacramentos, siendo asesinada por una bestia feroz, en presencia de Joseph Vigier y Jean Reboul».

La víctima fue enterrada "sin sacramentos", o sea no habiendo podido confesarse antes de su muerte. Sin embargo aun existe el registro de defunción del día de su muerte en la que el párroco dice que ella fue víctima de la "bestia feroz", lo que sugiere que no fue la primera víctima, pero si la primera documentada.
El número de víctimas difiere según las fuentes. En 1987, un primer estudio estimó que habían ocurrido 210 ataques, resultando en 113 muertes y 49 heridos, 98 de las víctimas habían sido parcialmente devoradas. Sin embargo, otras fuentes afirman que las víctimas mortales fueron entre 60 y 100 adultos y niños, así como contabilizando más de 30 heridos.

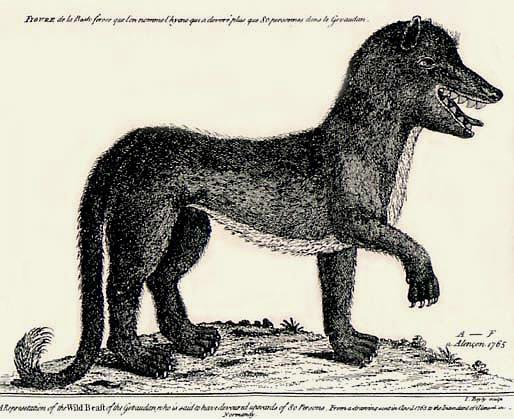
Grabado del.

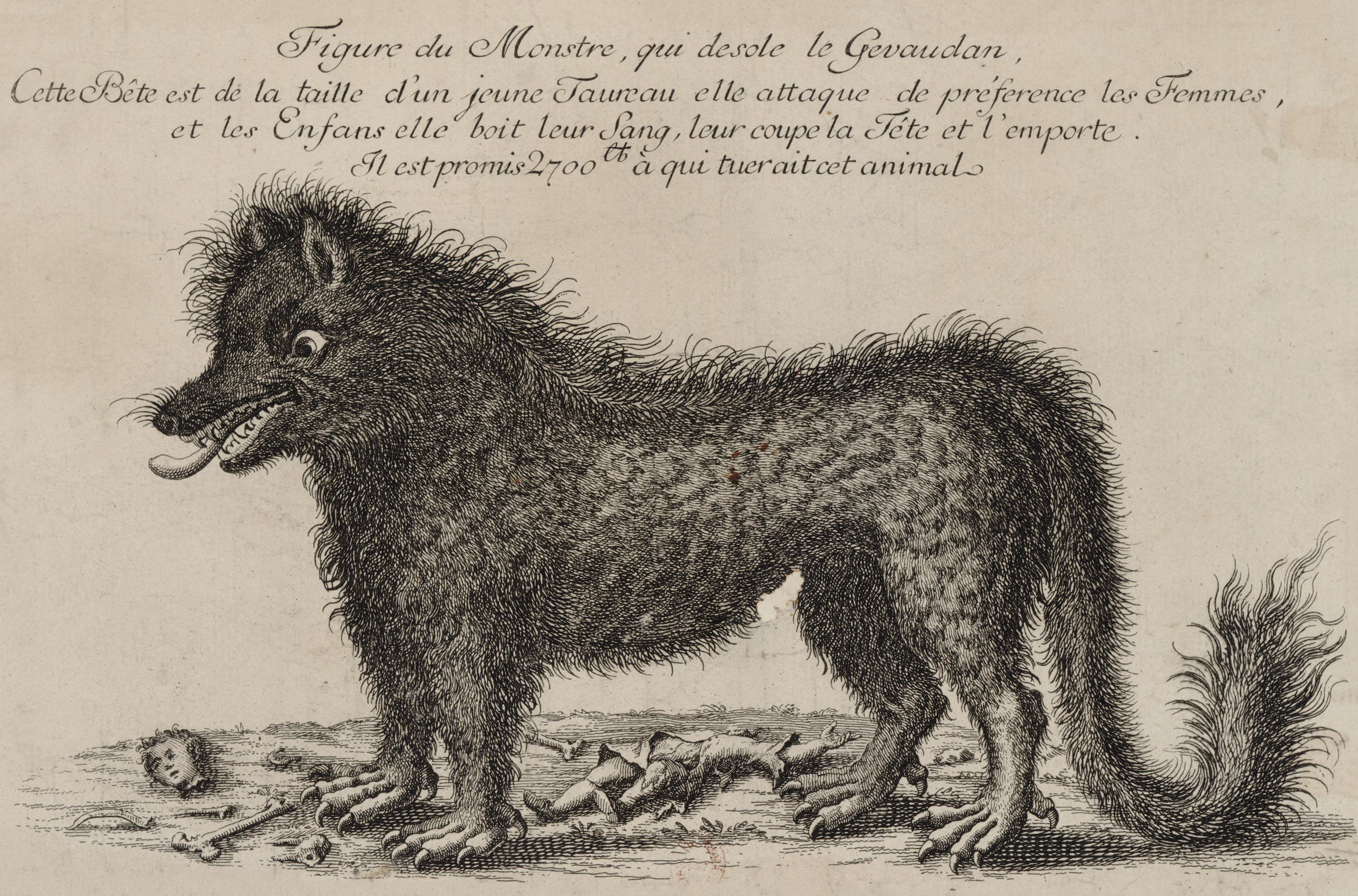
Bestia de Gévaudan. Ilustración de la época ofreciendo 2700 francos por su muerte